# 이화에 월백하고
《이화에 월백하고》는 1986년 10월 7일부터 1987년 2월 24일까지 한국방송공사 월화드라마이다. 작가 정비석의 소설 《명기열전》을 원작으로, 멋과 풍류를 아는 조선의 기생들의 이야기다.

## 등장 인물
- 김수연
- 김을동
- 김종결
- 이경표
- 조민수